# Río Salado (San Pedro de Atacama)
El río Salado o río Chuschul es un curso de agua de la Región de Antofagasta que nace en la Aguada Puripica, fluye en dirección general sur hasta desembocar en el río San Pedro de Atacama o río Atacama, como se usaba llamarlo antes.
No debe ser confundido con el río Salado (Loa) ni con el río Salado (Chañaral) y Tampoco con el río Salado (Juncalito).

## Trayecto
Se dirige al sur en los bajos de un estrecho cajón sin variar su dirección hasta su junta con el río Grande (San Pedro de Atacama) cerca del poblado de Cuchabrache. A partir de allí se inicia el río San Pedro de Atacama.
De sus varios afluentes que recibe en su trayecto, el más importante es el Río Pélon o Pelún.

## Historia
Luis Risopatrón escribió en 1924 en su obra Diccionario Jeográfico de Chile sobre el río:
Salado (Río), Es intermitente en sus oríjenes y de aguas salobres; nace en las faldas SE del cerro Chuschul, corre hacia el sur en un cauce de unos 100 m de ancho, encerrado por altas barrancas y afluye a la márgen W del río Atacama. En sus riberas crecen algunos algarrobos.

## Población, economía y ecología
En su cauce superior el río Salado tiene un contenido salino moderado correspondiente a la clasificación de la NCh 1.333 para riego “agua que puede tener efectos adversos en muchos cultivos y necesita de métodos de manejo cuidadoso”, por su CE y SDT, con valores del orden de 2.000 μS/cm y 1.500 ppm respectivamente. Tras el cruce con el camino al Establecimiento San Bartolo, el agua sufre un aumento brusco de salinidad debido a las aguas que recibe de una napa subterránea con alta concentración de sal.